# Norovyn Altankhuyag
Norovyn Altankhuyag (1958) es un político mongol que ocupó el cargo de primer ministro de Mongolia desde el 10 de agosto de 2012 hasta el 5 de noviembre de 2014. Ya había ocupado ese cargo de forma interina entre el 28 y 29 de octubre antes de la formación del gobierno de Sükhbaataryn Batbold.

## Carrera política
Comenzó su carrera política formando parte de la oposición anticomunista y una vez instaurada la democracia multipardista en 1990 se unió al Partido Democrático. Participó en varios gobiernos de su partido como ministro de Agricultura e Industria, entre 1998 y 1999, y ministro de Finanzas entre 2004 y 2006. En 2008 pasó a liderar su partido y se convirtió en el vice primer ministro en la gran coalición formada por los dos principales partidos y liderada por Sükhbaataryn Batbold del Partido del Pueblo de Mongolia. En las elecciones de 2012 su partido fue el más votado y así en agosto Altankhuyag pudo recomponer la coalición pero ahora con él a la cabeza. Sin embargo la tensión entre los dos partidos seguía siendo muy alta, hasta el punto de que en diciembre el Partido del Pueblo abandonó la coalición, dejando a Altankhuyag en minoría.